# 歴代ニューヨーク市長の一覧
ニューヨーク市長（ニューヨークしちょう、英語：Mayor of New York City）は、アメリカ合衆国のニューヨーク州ニューヨークの市長。ニューヨーク市憲章においてニューヨーク市政府の最高経営責任者として規定されている。2022年1月現在のニューヨーク市長は、第110代エリック・アダムス（民主党）である。

## 概要
ニューヨーク市長はアメリカで大統領任務に次いで「2番目にタフな（きつい）仕事」と表現されてきた。何人かの歴代市長（最近ではジョン・リンゼイ及びルドルフ・ジュリアーニ）が大統領選挙に立候補したが、未だ誰も両方の地位を得た者はいない。これまで女性市長は1度も誕生していない。また黒人の市長もデイヴィッド・ディンキンズとエリック・アダムスの二人だけで、この二人以外は全員が白人(ユダヤ人系も含む)の市長ばかりである。
ニューアムステルダムと呼ばれていた時代の1624年から1664年までは、オランダのニューネーデルラント総督がその任に当たっていた。1665年にニューヨークで市長職が誕生した当時の州知事はニューヨーク植民地のイギリス軍総督リチャード・ニコルズであり、彼によってトーマス・ウィレットが初代ニューヨーク市長として任命された。指名議会がニューヨーク州によって設立される1777年までニューヨーク市長は州知事によって指名されていた。1821年にニューヨーク市長はニューヨーク市議会（Common Councilと呼ばれていた）によって指名されるようになった。さらに1834年からは市民の直接選挙によって選ばれるようになった。
最も長く在任した市長は以下の3人である。この3人は12年（3期連続）も務めた。
- フィオレロ・ラガーディア（1934 – 1945）
- ロバート・ワグナー・ジュニア（1954 – 1965）
- エド・コッチ（1978 – 1989）
- マイケル・ブルームバーグ（2002 – 2013）

なお1834年以降で最も短い在任期間は以下の2人である。
- トーマス・コーマン代理市長（1868年11月30日 – 1869年1月4日までの5週間）
- サミュエル・ヴァンス代理市長（1874年11月30日 – 1874年12月31日の1ヶ月）

以下の一覧は1965年の初代市長から記してあり、ニューヨーク市の領土が現在よりも小さかった時代の市長も含んでいる。1874年以前はマンハッタン島以外にニューヨーク市の領土はほとんど無かった。1898年にブロンクス区に当たる領土を併合し、1898年に五つの行政区（マンハッタン区・ブルックリン区・クイーンズ区・ブロンクス区・スタテンアイランド）が合併して現在と同じ領土となった。ニューヨーク市の歴史も参照して欲しい。

## 17世紀
1. リチャード・ニコルズ 1664年 - 1665年
2. トーマス・ウィレット 1665年 - 1666年
3. トーマス・デラバル 1666年 - 1667年
4. トーマス・ウィレット 1667年 - 1668年
5. コーネリアス・ヴァン・スティーンウィック 1668年 - 1671年
6. トーマス・デラバル 1671年 - 1672年
7. マティアス・ニコル 1672年 - 1673年
8. ジョン・ローレンス 1673年 - 1675年
9. ウィリアム・ダーバル 1675年 - 1676年
10. ニコラス・デ・メイヤー 1676年 - 1677年
11. ステファヌス・ヴァン・コートランド 1677年 - 1678年
12. トーマス・デラバル 1678年 - 1679年
13. フランシス・ロンバウツ 1679年 - 1680年
14. ウィリアム・ダイアー 1680年 - 1682年
15. コーネリアス・ヴァン・スティーンウィック 1682年 - 1684年
16. Gabriel Minvielle（*）1684年 - 1685年
17. ニコラス・ベイヤード（英語版）（*）1685年 - 1686年
18. ステファヌス・ヴァン・コートランド 1686年 - 1688年
19. ピーター・デラノイ 1688年 - 1691年
20. ジョン・ローレンス(*) 1691年 - 1692年
21. Abraham DePeyster 1692年 - 1694年
22. チャールズ・ロドウィック 1694年 - 1696年
23. ウィリアム・メリット 1696年 - 1698年
24. ヨハネス・デ・ペイスター 1698年 - 1699年
25. デイビッド・プロボスト 1699年 - 1700年

## 18世紀
1. アイザック・デ・ライマー 1700年 - 1701年
2. トーマス・ノエル 1701年 - 1702年
3. トーマス・フッド 1702年
4. フィリップ・フレンチ 1702年 - 1703年
5. ウィリアム・パートリー 1703年 - 1707年
6. Ebenezer Wilson 1707年 - 1710年
7. ヤコブス・ヴァン・コートランド 1710年 - 1711年
8. ケイレブ・ヘスコット 1711年 - 1714年
9. ジョン・ジョンストン 1714年 - 1719年
10. ヤコブス・ヴァン・コートランド 1719年 - 1720年
11. ロバート・ウォルターズ 1720年 - 1725年
12. ヨハネス・ヤンセン 1725年 - 1726年
13. ロバート・ラーシング 1726年 - 1735年
14. ポール・リチャード 1735年 - 1739年
15. ジョン・クルーガー 1739年 - 1744年
16. ステファン・ベイヤード 1744年 - 1747年
17. エドワード・ホランド 1747年 - 1757年
18. ジョン・クルーガー・ジュニア 1757年 - 1766年
19. ホワイトヘッド・ウィックス 1766年 - 1776年
20. デイヴィッド・マシューズ 1776年 - 1784年
21. ジェイムズ・デュアン 1784年 - 1789年
22. リチャード・ヴァリック 1789年 - 1801年

## 19世紀
1. エドワード・リヴィングストン 1801年 - 1803年
2. デウィット・クリントン 1803年 - 1807年
3. マリナス・ウィレット 1807年 - 1808年
4. デウィット・クリントン 1808年 - 1810年
5. ジェイコブ・ラドクリフ 1810年 - 1811年
6. デウィット・クリントン 1811年 - 1815年
7. ジョン・ファーガソン 1815年
8. ジェイコブ・ラドクリフ 1815年 - 1818年
9. Cadwallader D. Colden 1818年 - 1821年
10. ステファン・アレン 1821年 - 1824年
11. ウィリアム・ポールディング・ジュニア 1825年 - 1826年
12. フィリップ・ホーン 1826年 - 1827年
13. ウィリアム・ポールディング・ジュニア 1827年 - 1829年
14. ウォルター・ブラウン 1829年 - 1833年
15. ギデオン・リー 1833年 - 1834年
16. コーネリウス・ヴァン・ウィック・ローレンス 1834年 - 1837年
17. アーロン・クラーク 1837年 - 1839年
18. イサーク・ヴァリアン 1839年 - 1841年
19. ロバート・モリス 1841年 - 1844年
20. ジェームズ・ハーパー 1844年 - 1845年
21. ウィリアム・ハブマイヤー 1845年 - 1846年
22. アンドリュー・H・ミックル 1846年 - 1847年
23. ウィリアム・ブレイディ 1847年 - 1848年
24. ウィリアム・ハブマイヤー 1848年 - 1849年
25. Caleb Smith Woodhull 1849年 - 1851年
26. アンブローズ・キングズランド 1851年 - 1853年
27. ジェイコブ・ウェスターベルト 1853年 - 1855年
28. フェルナンド・ウッド 1855年 - 1858年
29. Daniel F. Tiemann 1858年 - 1860年
30. フェルナンド・ウッド 1860年 - 1862年
31. ジョージ・オプダイク 1862年 - 1864年
32. チャールズ・ガンサー 1864年 - 1866年
33. ジョン・T・ホフマン 1866年 - 1868年
34. トーマス・コーマン（**）1868年
35. アブラハム・ホール 1869年 - 1872年
36. ウィリアム・ハブマイヤー 1873年 - 1874年
37. サミュエル・ヴァンス（**）1874年
38. ウィリアム・H・ウィッカム 1875年 - 1876年Democratic
39. スミス・エリー・ジュニア 1877年 - 1878年Democratic
40. エドワード・クーパー 1879年 - 1880年Democratic
41. ウィリアム・ラッセル・グレース 1881年 - 1882年
42. フランクリン・エドソン 1883年 - 1884年Democratic
43. ウィリアム・ラッセル・グレース 1885年 - 1886年
44. エイブラム・ヒューイット 1887年 - 1888年Democratic
45. ヒュー・L・グラント 1889年 - 1892年
46. トーマス・フランシス・ギルロイ 1893年 - 1894年Democratic
47. ウィリアム・L・ストロング 1895年 - 1897年 Fusion
48. ロバート・ヴァン・ウィック 1898年 - 1901年 Democratic

## 20世紀
| セス・ロウ 英語ページ                                | 1902年 - 1903年 | 共和党/Citizens Union |
| ジョージ・B・マクレラン・ジュニア 英語ページ         | 1904年 - 1909年 | 民主党                |
| ウィリアム・ジァイ・ゲイナー 英語ページ              | 1910年 - 1913年 | 民主党                |
| アルドルフ・ロングス・クライン 英語ページ            | 1913年          | 共和党                |
| ジョン・P・ミッチェル ジョン・ピューロイ・ミッチェル | 1914年 - 1917年 | Fusion                |
| ジョン・F・ハイラン                                  | 1918年 - 1925年 | 民主党                |
| ジミー・ウォーカー                                   | 1926年 - 1932年 | 民主党                |
| ジョセフ・V・マッキー                                | 1932年          | 民主党                |
| ジョン・P・オブライエン                              | 1933年          | 民主党                |
| フィオレロ・ラガーディア                             | 1934年 - 1945年 | 共和党/Fusion         |
| ウィリアム・オドワイヤー                             | 1946年 - 1950年 | 民主党                |
| ヴィンセント・インペリテーリ                         | 1950年 - 1953年 | 民主党                |
| ロバート・F・ワグナー・ジュニア                      | 1954年 - 1965年 | 民主党                |
| ジョン・リンゼイ                                     | 1966年 - 1973年 | 共和党→民主党/Liberal |
| エイブラハム・ビーム                                 | 1974年 - 1977年 | 民主党                |
| エド・コッチ                                         | 1978年 - 1989年 | 民主党                |
| デイヴィド・ディンキンス                             | 1990年 - 1993年 | 民主党                |
| ルドルフ・ジュリアーニ                               | 1994年 - 2001年 | 共和党                |

## 21世紀
| マイケル・ブルームバーグ | 2002年 - 2013年 | 共和党→無所属 |
| ビル・デブラシオ         | 2014年 - 2021年 | 民主党        |
| エリック・アダムス       | 2022年 -        | 民主党        |